# Hans Böhm
Hans Böhm (ur. 15 stycznia 1950 w Rotterdamie) – holenderski szachista, dziennikarz i autor książek o tematyce szachowej, mistrz międzynarodowy od 1975 roku.

## Kariera szachowa

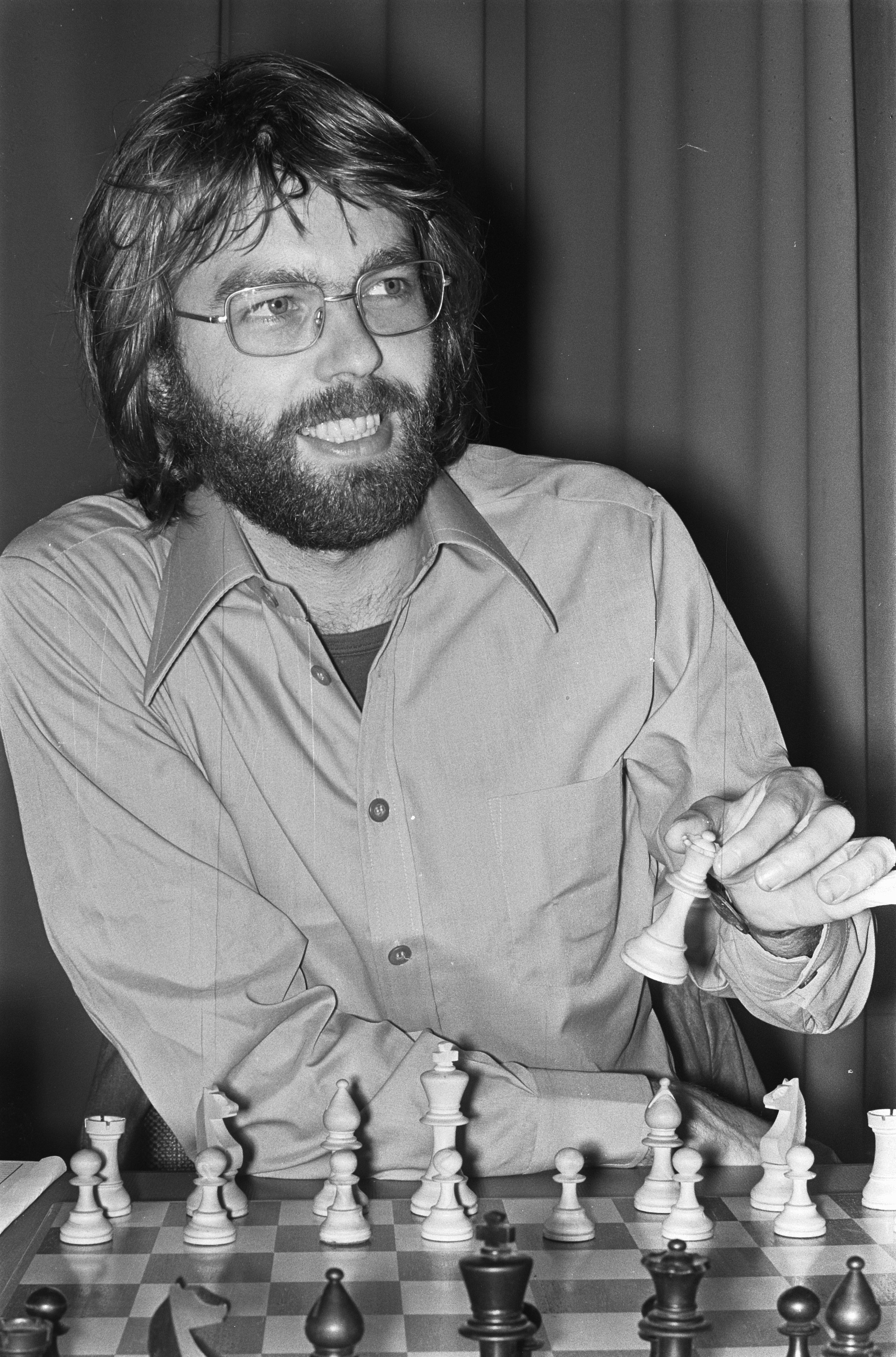
Hans Böhm, Amsterdam 1975

W 1968 r. zdobył tytuł mistrza Holandii juniorów, natomiast na przełomie 1968 i 1969 r. wystąpił w mistrzostwach Europy juniorów do lat 20 w Groningen (w finale B zajął II m., za Jürgenem Juhnke). Wielokrotnie startował w finałach indywidualnych mistrzostw kraju, największy sukces odnosząc w 1975 r. w Leeuwarden, gdzie zdobył srebrny medal. W 1978 r. zwyciężył w mistrzostwach Holandii w szachach szybkich. W 1983 r. reprezentował narodowe barwy na rozegranych w Płowdiwie drużynowych mistrzostwach Europy, na których holenderscy szachiści zajęli V miejsce. W 2010 r. zajął I m. w mistrzostwach kraju "weteranów" (zawodników powyżej 60. roku życia).
Do sukcesów Hansa Böhma w turniejach międzynarodowych należą m.in.: dz. II-III m. w Amsterdamie (1974, turniej IBM-B, za Siergiejem Makaryczewem, wspólnie z Josefem Boeyem), II m. w Las Palmas (1974), dz. III m. w Nowym Jorku (1974, turniej World Open), dz. I-V m. w Eksjö (1974, wspólnie z Istvánem Bilkiem, Romualdem Grąbczewskim, Ove Kinnmarkiem i Yrjö Rantanenem), dz. II-V m. w Amsterdamie (1975, turniej IBM-A, za Ljubomirem Ljubojeviciem, wspólnie z Janem Smejkalem, László Szabó i Siergiejem Makaryczewem), II m. w Eerbeeku (1978, za Jurajem Nikolacem), dz. III-V m. w Bonn (1979, za Vlastimilem Hortem i Dragutinem Šahoviciem, wspólnie z Hansem-Joachimem Hechtem i Hermanem van Riemsdijkiem), dz. III-VI m. w Zurychu (1979), dz. III-IV m. w Wijk aan Zee (1981, turniej Hoogovens-B, za Johnem van der Wielem i Gertem Ligterinkiem, wspólnie z Andrew Lawem) oraz dz. III-V  m. w Wijk aan Zee (1983, turniej Hoogovens-B, za Gertem Ligterinkiem i Marinusem Kuijfem, wspólnie z Cornelisem van Wijgerdenem i Pavlem Votrubą).
Dwukrotnie startował w rozgrywanych w Polanicy-Zdroju memoriałach Akibu Rubinsteina, w 1980 r. zajmując VII miejsce, natomiast w 1981 r. – X miejsce. W 1985 r. wystąpił w turnieju strefowym (eliminacji mistrzostw świata) w Montpellier, zajmując X miejsce.
Najwyższy ranking w karierze osiągnął 1 stycznia 1977 r., z wynikiem 2445 punktów dzielił wówczas 6-7. miejsce wśród holenderskich szachistów.

## Działalność publicystyczna
Wydał kilka książek o tematyce szachowej, prowadził szachowe kolumny m.in. w wydawnictwach "Elsevier Magazine" (1977–1985), "NRC-Handelsblad" (1985–1988), "Weltwoche" (1980–1983), "Schachwoche" (1982–2003) oraz "De Telegraaf" (od 2008), jak również audycje radiowe i telewizyjne poświęcone szachom.